# Fort de Niolon
Le fort de Niolon est un ensemble de batteries militaires françaises construites dans les années 1860-1880 à proximité du hameau de Niolon, sur le littoral près de Marseille pour en défendre la rade contre un assaut maritime. 
Le fort faisait partie du réseau d'ouvrage militaires conçu par le général Séré de Rivières.
Les batteries étaient équipées de canons. Lors de la Seconde guerre mondiale, elles furent occupées et partiellement modifiées par les militaires allemands à partir de 1942.

## Bâtiments

### Le fort haut
Les constructions du Fort haut sont actuellement abandonnées. 
Elles étaient la propriété du ministère de la Défense, qui les a cédées au Conservatoire de l'espace littoral et des rivages lacustres.

### La batterie basse

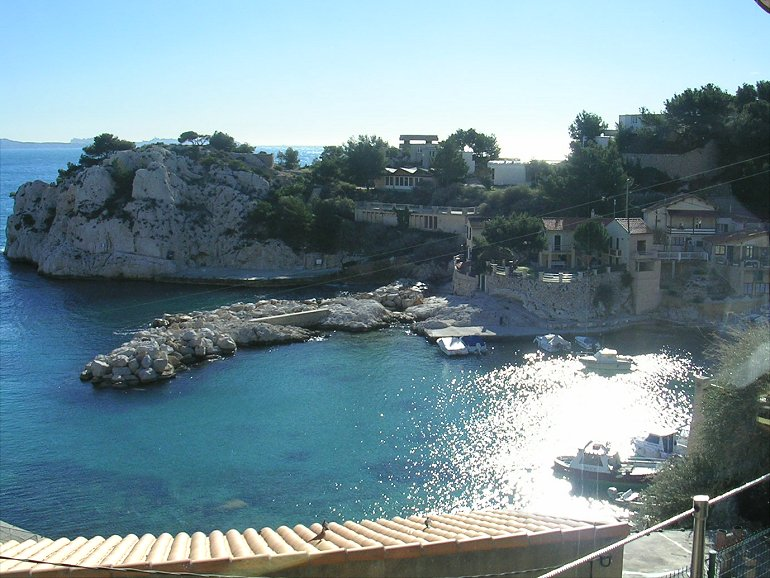
Vue sur le centre de plongée de Niolon (au fond à gauche)

L'ancienne batterie basse de Niolon a été réaménagée et elle est actuellement occupée par un centre de plongée de l'UCPA.